# Paul Rodriguez jr.

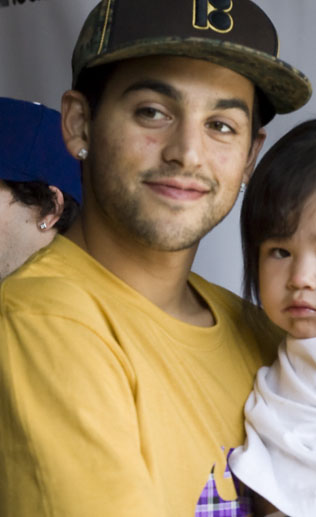
Paul Rodriguez jr. in 2008

Paul Martin Rodriguez (Los Angeles, 31 december 1984) is een professioneel Mexicaans-Amerikaans skateboarder. Zijn bijnaam is P-Rod. Hij staat "goofy" (rechtervoet voor).
Hij is de zoon van acteur en komiek Paul Rodriguez en de neef van George Rodriguez.
Rodriguez is als skateboard-personage te zien in de Tony Hawk computerspellen Tony Hawk's Underground en Tony Hawk's American Wasteland en Tony Hawk's Project 8. Hij skate bij Primitive waarvan hij mede-eigenaar is. Rodriguez heeft een skatepark van Tech Deck genaamd Skatelab. Hij heeft een contract met Nike afgesloten voor zijn eigen lijn. Nike Paul Rodriguez